# Austrotritia engelbrechti
Austrotritia engelbrechti är en kvalsterart som beskrevs av Wojciech Niedbała 2006. Austrotritia engelbrechti ingår i släktet Austrotritia och familjen Oribotritiidae. Inga underarter finns listade.